# Бужан
Бужан (баш. Бүжән) — деревня в Зианчуринском районе Башкортостана, входит в состав Абуляисовского сельсовета.

## Население
| 1939 | 1959 | 1970 | 1979 | 1989 | 2002 | 2009 |
| ---- | ---- | ---- | ---- | ---- | ---- | ---- |
| 223  | ↗257 | ↘243 | ↘135 | ↘127 | ↘105 | ↗115 |
| 2010 |      |      |      |      |      |      |
| ↘72  |      |      |      |      |      |      |

Национальный состав
Согласно переписи 2002 года, преобладающие национальности — башкиры (64 %), русские (36 %).

## Географическое положение
Расстояние до:
- районного центра (Исянгулово): 62 км,
- центра сельсовета (Малиновка): 11 км,
- ближайшей ж/д станции (Кувандык): 74 км.